# Qallussuaq
Qallussuaq, også kendt som Cirkussøen på dansk, er en sø beliggende øst for hovedstaden Nuuk i Grønland. Søen er beliggende mellem bjergene Ukkusissat (Store Malene) og Quassussuaq (Lille Malene). 
Qallussuaq betyder "den store sø" på grønlandsk.
Søen er en vigtig kilde til drikkevand for Nuuk, og det er derfor ikke tilladt at bade eller fiske i søen. Søen er omgivet af smuk natur, hvilket gør den til et populært sted for vandreture og udendørs aktiviteter.